# Адаптивная оценка
В статистике адаптивной оценкой называют оценку в параметрической или полупараметрической модели с мешающими параметрами, присутствие которых не влияет на эффективность оценки.

## Определение
Пусть параметр {\displaystyle \theta } — это параметр в параметрической модели, состоящей из двух частей: интересующего параметра {\displaystyle \nu \in N\subseteq \mathbf {R} ^{K}} и мешающего параметра {\displaystyle \eta \in H\subseteq \mathbf {R} ^{M}}. Таким образом {\displaystyle \theta =(\nu ,\eta )\in N\times H\subseteq \mathbf {R} ^{k+m}}. Тогда назовём {\displaystyle {\hat {\nu }}_{n}} адаптивной оценкой {\displaystyle \nu } при присутствии {\displaystyle \eta }, если эта оценка регулярна и эффективна для каждой из подмоделей
{\displaystyle {\mathcal {P}}_{\nu }(\eta _{0})=\{P_{\theta }:\nu \in N,\eta =\eta _{0}\}}.
Качество адаптивной оценки интересующего параметра не зависит от известности значения мешающего параметра.
Необходимое условие для регулярной  параметрической модели иметь адаптивную оценку, такую что:
{\displaystyle I_{\nu \eta }(\theta )=\mathbb {E} [z_{\nu },z_{\eta }^{\prime }]=0,\quad \forall \theta },
где {\displaystyle z_{\nu }} и {\displaystyle z_{\eta }} компоненты скор-функции, соответствующие соответственно параметрам {\displaystyle \nu } и {\displaystyle \eta } и таким образом {\displaystyle I_{\nu \eta }} это верхний правый блок матрицы информации Фишера {\displaystyle I(\theta )} размером {\displaystyle k\times m}.

## Пример
Предположим, {\displaystyle P} нормальное распределение из сдвигово-масштабного семейства:
{\displaystyle {\mathcal {P}}=\left\{f_{\theta }(x)={\frac {1}{{\sqrt {2\pi }}\sigma }}e^{-{\frac {1}{2\sigma ^{2}}}(x-\mu )^{2}}{\bigg |}\mu \in \mathbb {R} ,\sigma >0\right\}}.
Тогда обычная оценка {\displaystyle {\hat {\mu }}={\bar {x}}} является адаптивной: качество оценки среднего не зависит от того известна дисперсия или нет.